# Siêu tâm lý học

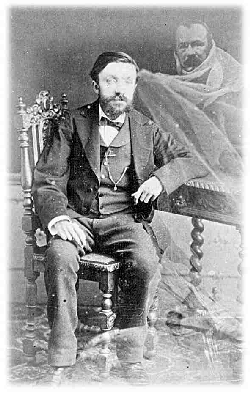
Các bức ảnh tự cho là mô tả ma quỷ và các linh hồn đã từng phổ biến trong suốt thế kỷ XIX.

Siêu tâm lý học (tiếng Anh: parapsychology) hay còn gọi là cận tâm lý học hay tâm linh học  là lĩnh vực chuyên nghiên cứu về các hiện tượng siêu linh và tâm linh như thần giao cách cảm, linh cảm, nhãn thông, psychokinesis, trải nghiệm cận tử, sự đầu thai, trải nghiệm apparition và các điều dị thường khác. Phần lớn các nhà khoa học chính thống đều coi siêu tâm lý học là ngụy khoa học.
Phần lớn các nghiên cứu về siêu tâm lý học do các viện tư nhân ở nhiều nước thực hiện và được tài trợ bởi các đóng góp tư nhân,
và các chủ đề nghiên cứu hiếm khi xuất hiện trên các tạp chí khoa học chính thống. Phần lớn các bài báo về siêu tâm lý học được xuất bản trong một số lượng nhỏ các tạp chí phù hợp.
Siêu tâm lý học đang bị chỉ trích vì tiếp tục các nghiên cứu mặc dù không thể cung cấp bằng chứng thuyết phục cho sự tồn tại của bất cứ hiện tượng tâm linh nào sau hơn một thế kỉ nghiên cứu.
Lưu ý rằng các nhà khoa học không xem các tuyên bố của lĩnh vực siêu tâm lý học là nghiêm túc.

## Thuật ngữ học
Para có nguồn gốc từ tiếng Hy Lạp, nghĩa là "bên cạnh, có liên quan mật thiết đến, trên..." Thuật ngữ parapsychology được đặt ra vào khoảng năm 1889 bởi triết gia  Max Dessoir. Sau đó J. B. Rhine đã dùng nó vào thập niên 1930 thay cho thuật ngữ psychical research (nghiên cứu tâm linh) nhằm chỉ bước chuyển quan trọng hướng đến phương pháp học thực nghiệm và chuyên ngành khoa học. Thuật ngữ bắt nguồn từ tiếng Hy Lạp: παρά para có nghĩa là "bên cạnh", và psychology (tâm lý học).
Trong từ parapsychology, psi là yếu tố không được biết đến trong ngoại cảm và các trải nghiệm psychokinesis không giải thích được bằng các cơ chế sinh học và vật lý đã biết. Thuật ngữ bắt nguồn từ tiếng Hy Lạp ψ psi, kí tự thứ 23 của bảng chữ cái Hy Lạp và là chữ cái khởi đầu của từ ψυχή trong tiếng Hy Lạp psyche, có nghĩa là "tâm, linh hồn". Thuật ngữ được nhà sinh vật học Berthold P. Wiesner sử dụng, và lần đầu tiên được nhà tâm lý học Robert Thouless sử dụng trong một bài báo xuất bản vào năm 1942 ở tạp chí British Journal of Psychology.
Hiệp hội Parapsychological Association chia psi thành hai thể loại chính: psi-gamma dành cho ngoại cảm và psi-kappa dành cho psychokinesis. Trong văn hóa đại chúng, "psi" ngày càng trở nên đồng nghĩa với psychic đặc biệt, các khả năng và năng lực tinh thần và "psionic" (tâm linh).

## Lịch sử

### Nghiên cứu tâm linh sơ khai

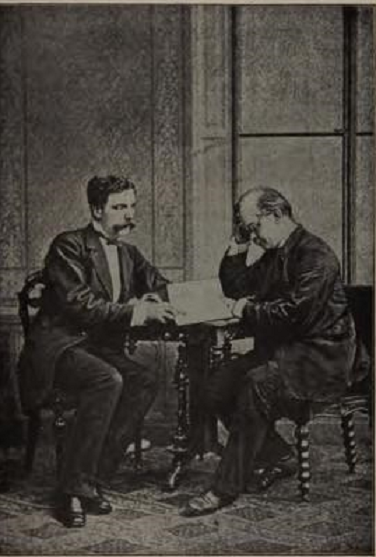
Henry Slade và Zöllner

Vào năm 1853, nhà hóa học Robert Hare đã tiến hành các thí nghiệm với các medium (những người có thể tương tác được với linh hồn của người chết) và báo cáo các kết quả tích cực. Các nhà nghiên cứu khác như Frank Podmore đã nhấn mạnh các sai sót trong các thí nghiệm này, như việc thiếu kiểm soát nhằm tránh gian lận. Agenor de Gasparin đã thực hiện các thí nghiệm sơ khai về xoay bàn (table-tipping). Năm 1853, trong khoảng thời gian năm tháng, ông đã tuyên bố các thí nghiệm thành công là kết quả của một "ectenic force" (sức mạnh siêu nhiên, điều khiển vật di chuyển bằng ý nghĩ). Các nhà phê bình đã lưu ý rằng các điều kiện không đủ để ngăn gian lận. Ví dụ, đầu gối của những người ngồi quanh bàn có thể được dùng để dịch chuyển cái bàn và không có người làm thí nghiệm nào đồng thời quan sát bên trên và bên dưới bàn.
Nhà vật lý thiên văn người Đức Johann Karl Friedrich Zöllner đã kiểm tra medium Henry Slade vào năm 1877. Theo Zöllner thì một số thí nghiệm đã thành công. Tuy nhiên, sau đó các sai sót trong các thí nghiệm này đã được phát hiện và các nhà phê bình đã cho rằng Slade là một kẻ lừa đảo và hắn đã thực hiện trò gian lận trong các thí nghiệm.
Society for Psychical Research (SPR, Hội nghiên cứu tâm linh) được thành lập vào năm 1882 ở Luân Đôn. Sự thành lập của hội này là cố gắng đầu tiên có tính hệ thống nhằm tổ chức các nhà khoa học và các học giả đầu tư nghiên cứu các hiện tượng dị thường. Các thành viên ban đầu bao gồm các nhà triết học, các học giả, các nhà khoa học, các nhà giáo dục và các chính trị gia, như Henry Sidgwick, Arthur Balfour, William Crookes, Rufus Osgood Mason và người được giải Nobel Charles Richet (Nobel Sinh lý và Y khoa năm 1913). Các chủ tịch của hội này, ngoài Richet, còn có Eleanor Sidgwick, William James, và sau này là những người được giải Nobel là Henri Bergson (Nobel Văn học năm 1927) và Lord Rayleigh (Nobel Vật lý năm 1904), và nhà triết học C. D. Broad.
Các lĩnh vực nghiên cứu bao gồm thần giao cách cảm, thôi miên, hiện tượng của Reichenbach, trải nghiệm apparition, hauntings, và các khía cạnh vật lí của spiritualism như table-tilting, materialization và apportation. Vào thập nhiên 1880 Hiệp hội này đã nghiên cứu các trải nghiệm apparition và ảo giác. Một trong những công trình quan trọng đầu tiên là ấn phẩm hai tập xuất bản vào năm 1886, Phantasms of the Living (Ảo tưởng của cơ thể), tác phẩm này nhận được phê bình rộng rãi từ các học giả. Vào năm 1894, Census of Hallucinations (Tổng điều tra về ảo giác) được xuất bản, tác phẩm này đã lấy mẫu điều tra 17, 000 người. Trong số này, 1, 684 người thừa nhận rằng đã trải qua hallucination (ảo giác) của một apparition. SPR đã trở thành mô hình cho các hội tương tự ở các nước châu Âu và Hoa Kỳ suốt nửa sau thế kỷ XIX.
Các trải nghiệm nhãn thông ban đầu đã được Charles Richet báo cáo vào năm 1884. Các quân bài được niêm kín trong bao thư và một người (chủ thể nghiên cứu) ở trạng thái bị thôi miên cố gắng xác định chúng. Báo cáo cho rằng chủ thể đã thành công trong một loạt 133 lần thử nhưng kết quả rơi vào mức ngẫu nhiên khi biểu diễn trước một nhóm các nhà khoa học ở Cambridge. J. M. Peirce và E. C. Pickering đã báo cáo rằng một thí nghiệm tương tự trong đó họ đã kiểm tra 36 chủ thể trên 23,384 lần thử đã không đạt được các điểm số ngẫu nhiên ở trên.
Vào năm 1881, Eleanor Sidgwick đã tiết lộ phương pháp gian lận trong đó các các nhiếp ảnh gia tâm linh như Édouard Isidore Buguet, Frederic Hudson và William H. Mumler từng sử dụng. Suốt thời gian cuối thế kỷ XIX các nhà nghiên cứu thuộc Hiệp hội SPR đã phát hiện ra nhiều medium gian lận.
Nhận được sự ủng hộ nhiệt tình của nhà tâm lý học William James, American Society for Psychical Research (ASPR, Hiệp hội Nghiên cứu Tâm linh Hoa Kỳ) đã mở cửa ở Boston vào năm 1885, chuyển đến New York City vào năm 1905 dưới sự lãnh đạo của James H. Hyslop. Các nghiên cứu nổi bật do Walter Franklin Prince của ASPR thực hiện vào đầu thế kỷ XX gồm có Pierre L. O. A. Keeler, Great Amherst Mystery và Patience Worth.

### Thời đại Rhine
Vào năm 1911, Đại học Stanford trở thành cơ sở hàn lâm đầu tiên ở Hoa Kỳ nghiên cứu về extrasensory perception (ESP, ngoại cảm) và psychokinesis (PK) trong phòng thí nghiệm. Cố gắng này do nhà tâm lí học John Edgar Coover dẫn đầu, và được hỗ trợ tài chính bởi một quỹ do Thomas Welton Stanford, anh/em trai của người sáng lập đại học này đóng góp. Sau khi thực hiện gần 10,000 thí nghiệm, Coover đã kết luận rằng "việc xem xét dữ liệu thống kê đã thất bại trong việc phát hiện bất cứ nguyên nhân nào khác ngoài sự tình cờ may rủi."
Vào năm 1930, Duke University trở thành đại học lớn thứ hai trong số các cơ sở hàn lâm Hoa Kỳ đầu tư nghiên cứu mạnh về ESP và psychokinesis trong phòng thí nghiệm. Dưới sự hướng dẫn của nhà tâm lí học William McDougall và sự giúp đỡ của các nhà tâm lí học khác trong khoa — gồm Karl Zener, Joseph B. Rhine, và Louisa E. Rhine — các thí nghiệm ESP đã bắt đầu được tiến hành trong phòng thí nghiệm. Các thí nghiệm này sử dụng các chủ thể nghiên cứu tình nguyện là cơ thể các sinh viên đại học. Trái ngược với cách tiếp cận của nghiên cứu tâm linh (psychical research) nói chung là tìm kiếm bằng chứng định tính cho các hiện tượng siêu nhiên, các thí nghiệm ở đại học Duke University sử dụng cách tiếp cận định lượng, thống kê, sử dụng các tấm card Zener và xúc xắc. Hệ quả của các nghiên cứu ESP ở đại học Duke là các thủ tục tiêu chuẩn trong phòng thí nghiệm dành cho việc kiểm tra ESP đã được phát triển và sử dụng bởi các nhà nghiên cứu trên khắp thế giới.
George Estabrooks đã thực hiện một thí nghiệm ESP sử dụng các tấm card vào năm 1927. Các chủ thể là các sinh viên Harvard. Estabrooks đóng vai người gửi cùng với người đoán ở phòng kế bên. Tổng cộng 2,300 lần thử đã được thực hiện. Khi dịch chuyển các chủ thể đến một căn phòng khác cách xa và cách nhiệt thì điểm số đã rớt xuống mức ngẫu nhiên. Các cố gắng lặp lại thí nghiệm này cũng thất bại.
Việc xuất bản cuốn sách New Frontiers of the Mind (những biên giới mới của tâm trí) vào năm 1937 của J. B. Rhine đã quảng bá cho công chúng biết về các phát hiện của phòng thí nghiệm này. Trong cuốn sách này, Rhine đã phổ biến từ "parapsychology", vốn là từ mà nhà tâm lí học Max Dessoir đã sử dụng trước đó hơn 40 năm, để mô tả các nghiên cứu thực hiện ở Duke. Rhine còn thành lập phòng thí nghiệm Psychological Laboratory tự quản lí ở bên trong đại học Duke và bắt đầu cộng tác với McDougall để biên tập và xuất bản tạp chí Journal of Parapsychology.

Nghiên cứu parapsychology ban đầu sử dụng các tấm card Zener trong các thí nghiệm được thiết kế để kiểm tra sự tồn tại của thần giao cách cảm, nhãn thông hoặc linh cảm.

Rhine, cùng với cộng sự Karl Zener, đã phát triển một hệ thống thống kê để kiểm tra ESP có liên quan đến các chủ thể cho rằng họ có thể đoán được kí hiệu gì trong số năm kí hiệu xuất hiện khi đi qua một tấm ván đặc biệt gồm các tấm thẻ được thiết kế cho mục đích này. Tỉ lệ đoán trúng được ghi nhận cao hơn mức ngẫu nhiên một cách đáng kể trên 20% cho thấy khả năng tâm linh. Rhine đã dẫn lại trong cuốn sách đầu tiên của mình là Extrasensory Perception (1934) như sau, sau 90,000 lần thử, Rhine cảm thấy ESP là "sự hiện hữu thực sự và có thể chứng minh được".
Một parapsychologist và medium người Ireland tên là Eileen J. Garrett đã được Rhine kiểm tra tại Đại học Duke vào năm 1933 với các tấm card Zener. Một số kí hiệu đặt trên các tấm card và được niêm phong trong một phong bì, và Garrett được yêu cầu đoán những gì có ở bên trong. Garrett đã thể hiện không tốt. Về sau, bà chỉ trích các bài kiểm tra với cáo buộc các tấm card thiếu một thứ năng lượng tâm linh gọi là "kích thích năng lượng" nên bà đã không thể hiện được khả năng nhãn thông của mình. Tháng 5 năm 1937, parapsychologist Samuel Soal và các cộng sự đã tiến hành kiểm tra Garrett. Hầu hết các thí nghiệm đều được tiến hành ở phòng thí nghiệm Psychological Laboratory ở Đại học University College London. Tổng cộng hơn 12,000 dự đoán đã được ghi lại nhưng Garrett đã thất bại trong việc tạo ra dự đoán ở trên mức ngẫu nhiên. Trong báo cáo của mình Soal viết "Trong trường hợp của bà Eileen Garrett chúng tôi thất bại trong việc tìm ra một xác nhận dù không chắc chắn nhất cho các tuyên bố đáng chú ý của Tiến sĩ J. B. Rhine liên quan đến các năng lực về ngoại cảm của bà ấy. Không những bà ấy thất bại khi tôi phụ trách thí nghiệm, mà bà ấy còn thất bại ngay cả khi bốn người đã được huấn luyện kĩ càng khác thay thế vị trí của tôi."
Các thí nghiệm ở đại học Duke đã khơi dậy làn sóng chỉ trích từ các học giả và những ai thách thức các khái niệm và bằng chứng của ESP. Nhiều khoa tâm lí học đã cố gắng lặp lại các  thí nghiệm của Rhine nhưng thất bại. W. S. Cox (1936) từ Princeton University cùng với 132 chủ thể đã thực hiện 25,064 lần thử trong thí nghiệm ESP với các quân bài. Cox kết luận  "Không có bằng chứng nào về ngoại cảm có trong 'một người bình thường' hoặc một nhóm được khảo sát hay trong bất cứ cá nhân nào của nhóm ấy. Sự khác biệt giữa kết quả này và kết quả mà Rhine đạt được là do các nhân tố không thể kiểm soát được trong thủ tục thí nghiệm hoặc do sự khác nhau của các chủ thể." Bốn khoa tâm lí học khác cũng thất bại trong việc tái tạo các kết quả của Rhine. James Charles Crumbaugh đã thất bại trong việc lặp lại các kết quả của Rhine sau hàng ngàn lượt thí nghiệm với các tấm card.

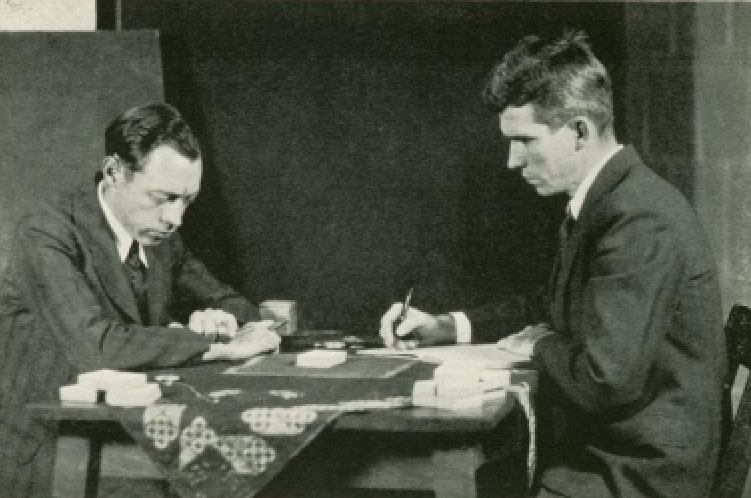
Hubert Pearce và J. B. Rhine

Vào năm 1938, nhà tâm lí học Joseph Jastrow đã viết rằng nhiều bằng chứng ngoại cảm do Rhine và các parapsychologist khác thu thập được là giai thoại, thiên vị, mơ hồ và kết quả của "việc quan sát có sai lầm và sự yếu đuối quen thuộc của con người". Các thí nghiệm của Rhine đã đánh mất độ tin cậy do người ta đã khám phá ra sensory leakage (sự rò rỉ giác quan) hoặc việc gian lận có thể được kể đến trong tất cả các kết quả của ông ta, ví dụ như các chủ thể có thể đọc được kí hiệu từ mặt sau của các tấm card, họ cũng có thể xem và nghe thấy người thực hiện thí nghiệm và lưu ý những manh mối nhỏ nhất.
Nhà ảo thuật Milbourne Christopher nhiều năm sau đó đã viết rằng ông cảm thấy "có ít nhất hàng chục cách để một chủ thể có thể đánh lừa người điều tra nếu họ muốn gian lận trong các điều kiện mà Rhine đã mô tả". Khi Rhine thận trọng phản ứng lại sự chỉ trích về các phương pháp của mình, ông ta đã không thể tìm thấy bất cứ chủ thể nào có điểm số cao. Chỉ trích khác do nhà hóa học Irving Langmuir nêu ra cho rằng có việc báo cáo chọn lọc. Langmuir đã nói rằng Rhine đã không báo cáo điểm số của các chủ thể mà ông đã nghi ngờ là một sai lầm dự đoán cố ý, và do đó, ông cảm thấy các kết quả thống kê bị thiên vị cao hơn nhiều kết quả vốn có.
Rhine và các cộng sự của mình đã cố gắng giải quyết những chỉ trích này qua các thí nghiệm mới được mô tả trong cuốn sách Extrasensory Perception After Sixty Years (Ngoại cảm sau 60 năm) xuất bản vào năm 1940. Rhine đã mô tả ba thí nghiệm: thí nghiệm Pearce-Pratt, thí nghiệm Pratt-Woodruff và seri Ownbey-Zirkle mà ông tin là chứng minh cho ESP. Tuy nhiên, C. E. M. Hansel viết "bây giờ thì mọi người đã biết rằng mỗi thí nghiệm đều có các sai sót nghiêm trọng do các tác giả cuốn Extra-Sensory Perception After Sixty Years" gây ra để tránh gây chú ý trong việc kiểm tra. Joseph Gaither Pratt cũng là người làm thí nghiệm trong các thí nghiệm Pearce-Pratt và Pratt-Woodruff tại campus (khuôn viên) đại học Duke. Hansel đã thăm campus nơi các thí nghiệm này diễn ra và đã phát hiện ra các kết quả đều bắt nguồn từ việc sử dụng một chiêu trò gian lận và do đó không thể được xem là cung cấp bằng chứng cho ESP.
Vào năm 1957, Rhine và Joseph Gaither Pratt viết Parapsychology: Frontier Science of the Mind (Parapsychology: Khoa học Ranh giới của Tâm trí). Do phương pháp luận có vấn đề nên các parapsychologist không còn sử dụng các nghiên cứu bằng cách đoán các tấm card nữa. Các thí nghiệm của Rhine về psychokinesis (PK) cũng bị chỉ trích. John Sladek viết:
Nghiên cứu của ông ta sử dụng xúc xắc, và các chủ thể 'muốn" chúng rơi theo một cách nhất định nào đó. Xúc xắc không chỉ bị khoan, cạo, đánh số và thao tác sai, mà ngay cả xúc xắc thật cũng thường cho thấy sự thiên lệch sau một thời gian dài thử nghiệm. Các sòng bạc thường loại bỏ xúc xắc thường xuyên vì lí do này, nhưng tại đại học Duke, các chủ thể tiếp tục thử cùng hiệu ứng trên cùng xúc xắc trong suốt thời gian dài thí nghiệm. Không ngạc nhiên chút nào, PK chỉ xuất hiện ở Duke và không xuất hiện ở nơi nào khác nữa.

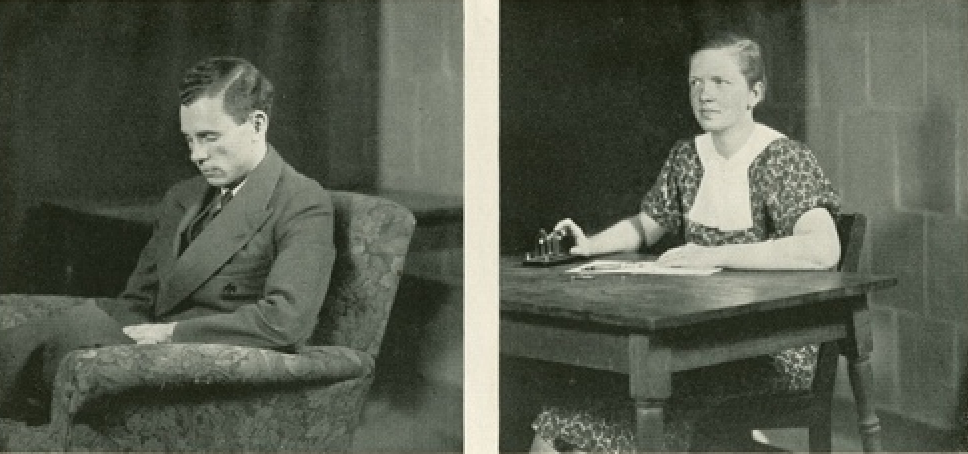
Ông Zirkle và cô Ownbey

Thí nghiệm ESP Ownbey-Zirkle tại đại học Duke bị các parapsychologist và những người hoài nghi chỉ trích. Cô Ownbey cố gắng gửi các kí hiệu ESP đến ông Zirkle để Zirkle đoán xem chúng là gì. Hai người ở trong hai phòng cạnh nhau và không thể nhìn thấy nhau và một cái quạt điện được dùng để ngăn cản cặp đôi giao tiếp với nhau bằng các ám hiệu giác quan. Ownbey gõ một phím điện báo (telegraph) đến Zirkle để báo cho ông ta biết khi cô đang cố gắng gửi cho anh ta một kí hiệu. Cánh cửa chính chia cách hai phòng được mở trong khi làm thí nghiệm, và sau mỗi lần đoán Zirkle sẽ nói to dự đoán của mình cho Ownbey để Ownbey ghi lại lựa chọn của Zirkle. Những người chỉ trích đã chỉ ra rằng thí nghiệm này có thiếu sót vì Ownbey vừa đóng vai người gửi vừa đóng vai người thực hiện thí nghiệm, không có ai kiểm soát thí nghiệm nên Ownbey có thể gian lận bằng cách giao tiếp với Zirkle hoặc ghi chép sai.
Thí nghiệm thần giao cách cảm ở khoảng cách xa Turner-Ownbey bị phát hiện là có thiếu sót. May Frances Turner ngồi ở phòng thí nghiệm Parapsychology Laboratory ở Duke trong khi Sara Ownbey tuyên bố nhận tin phát cách đó 250 dặm. Trong thí nghiệm này Turner sẽ nghĩ về một kí hiệu và viết nó ra giấy, trong khi đó cô Ownbey sẽ viết ra dự đoán của mình. Điểm số thành công lớn và cả hai bản ghi chép đều được cho là đã được gửi đến J. B. Rhine, tuy nhiên, Ownbey đã gửi chúng cho Turner. Những người chỉ trích đã chỉ ra rằng điều này đã làm vô hiệu các kết quả vì cô ta có thể sẽ ghi ghi chép của mình cho phù hợp với người kia một cách dễ dàng. Khi thí nghiệm được lặp lại và các bản ghi chép được gửi đến Rhine các điểm số đã rớt xuống mức trung bình.
Một thí nghiệm ESP nổi tiếng tại Duke University đã từng được thực hiện bởi Lucien Warner và Mildred Raible. Chủ thể bị khóa trong một căn phòng với một công tắc điều khiển ánh sáng tín hiệu ở nơi khác mà cô ta có thể đánh tín hiệu để đoán tấm card. Mười lượt thử với các chồng card ESP đã được sử dụng và cô ta đã giành được 93 hit (cao hơn mức ngẫu nhiên 43). Điểm yếu trong thí nghiệm này đã bị phát hiện sau đó. Thời gian tín hiệu ánh sáng có thể thay đổi nên chủ thể có thể đã gọi các kí hiệu đặc biệt và các kí hiệu nhất định nào đó trong thí nghiệm lên thường xuyên hơn các kí hiệu khác, việc này cho thấy việc xáo trộn hay thao tác các tấm card quá đơn giản. Thí nghiệm này đã không được lặp lại.
Quản trị của đại học Duke ít thiện cảm với parapsychology, và sau khi Rhine nghỉ hưu vào năm 1965 các liên kết parapsychology với đại học này cũng bị phá vỡ. Rhine sau này thành lập Foundation for Research on the Nature of Man (FRNM, Quỹ Nghiên cứu Bản chất của con người) và Institute for Parapsychology (Viện Parapsychology) như là hậu thân của phòng thí nghiệm ở đại học Duke. Vào năm 1995, nhân 100 năm ngày sinh của Rhine, FRNM đã được đổi tên thành Rhine Research Center (Trung tâm Nghiên cứu Rhine). Ngày nay, Rhine Research Center là một đơn vị nghiên cứu parapsychology. Trung tâm này tuyên bố rằng mục đích của nó là "cải thiện điều kiện của con người bằng cách tạo ra hiểu biết khoa học về các khả năng và sự nhạy cảm xuất hiện để vượt qua các giới hạn thông thường về không gian và thời gian".

### Thành lập Hiệp hội Parapsychological Association
Hiệp hội Parapsychological Association (PA, Hiệp hội Parapsychology) được thành lập ở Durham, North Carolina, vào ngày 19 tháng 6 năm 1957. Sự hình thành của hiệp hội này do J. B. Rhine đề xướng tại một hội thảo về parapsychology tổ chức ở phòng thí nghiệm Parapsychology Laboratory của Đại học Duke. Rhine đề nghị nhóm tự chuyển thành hạt nhân của hội chuyên nghiệp quốc tế về parapsychology. Mục tiêu của tổ chức theo Hiến chương của nó là  "phát huy parapsychology như một ngành khoa học, phổ biến kiến thức chuyên ngành, và tích hợp các phát hiện với các chuyên ngành khoa học khác".
Vào năm 1969, dưới sự định hướng của nhà nhân chủng học (anthropologist) Margaret Mead, Parapsychological Association liên kết với American Association for the Advancement of Science (AAAS, Hiệp hội Hoa Kỳ dành cho Sự tiến bộ của Khoa học), hội khoa học lớn nhất thế giới. Vào năm 1979, nhà vật lí học John A. Wheeler nói rằng parapsychology là ngụy khoa học, và sự liên kết của Parapsychological Association với AAAS cần được xem xét lại.
Tuy nhiên, sự thách thức của ông ấy đối với sự liên kết parapsychology và AAAS đã không thành công. Ngày nay, Parapsychological Association bao gồm khoảng 300 thành viên liên kết, cộng sự, và hội viên đầy đủ.

### Dự án Stargate
Đầu thập niên 1950, CIA bắt đầu nghiên cứu mạnh về kĩ thuật hành vi (behavioral engineering). Nhiều thí nghiệm khác nhau đã được tiến hành theo tiến trình của nghiên cứu này, bao gồm cả một số thí nghiệm có sử dụng các chất gây ảo giác (hallucinogenic substance). Các phát hiện từ các thí nghiệm này dẫn đến sự hình thành dự án Stargate, đảm nhận việc nghiên cứu ngoại cảm ESP cho chính phủ liên bang Hoa Kỳ.
Dự án Stargate bị ngừng vào năm 1995 với kết luận rằng nó chưa bao giờ hữu dụng trong bất cứ hoạt động tình báo nào. Thông tin mơ hồ và có nhiều dữ liệu sai và không liên quan. Còn có nguyên nhân khác để nghi ngờ đó là các giám đốc nghiên cứu đã chỉnh sửa các báo cáo của họ về dự án để khớp với các ám hiệu cơ bản đã biết.

### Thập niên 1970 và 1980
Sự liên kết của Hiệp hội Parapsychological Association (PA) với Hiệp hội American Association for the Advancement of Science, cùng với sự cởi mở nói chung đối với các hiện tượng tâm linh và huyền bí vào thập niên 1970 đã dẫn đến một thập kỉ nghiên cứu parapsychology được đẩy mạnh. Trong suốt thời kì này, các tổ chức có liên quan khác cũng được thành lập, bao gồm Academy of Parapsychology and Medicine (1970, Viện hàn lâm Parapsychology và Y học), Institute of Parascience (1971, Viện Parascience), Academy of Religion and Psychical Research (Học viên Tôn giáo và Nghiên cứu Tâm linh), Institute of Noetic Sciences (1973, Viện Các khoa học Tâm thần), International Kirlian Research Association (1975, Hiệp hội Nghiên cứu Kirlian Quốc tế), và Princeton Engineering Anomalies Research Laboratory (1979, Phòng thí nghiệm Nghiên cứu Những điều dị thường về Kĩ thuật của Princeton). Các công trình nghiên cứu parapsychology cũng được tiến hành ở Stanford Research Institute (SRI, Viện Nghiên cứu Standford) suốt thời gian này.
Phạm vi của parapsychology đã mở rộng trong những năm này. Psychiatrist Ian Stevenson đã thực hiện nhiều nghiên cứu về đầu thai luân hồi trong suốt thập niên 1970, và ấn bản thứ hai của ông Twenty Cases Suggestive of Reincarnation (Hai mươi trường hợp gợi ý đầu thai) đã được xuất bản vào năm 1974. Psychologist Thelma Moss dành thời gian để nghiên cứu Kirlian photography tại phòng thí nghiệm parapsychology của UCLA. Dòng thầy tâm linh từ châu Á, và các tuyên bố của họ về các khả năng có được nhờ tập thiền, dẫn đến nghiên cứu về các trạng thái biến đổi của ý thức. Karlis Osis, giám đốc nghiên cứu của American Society for Psychical Research, đã tiến hành các thí nghiệm về trải nghiệm thoát xác. Nhà vật lý Russell Targ đã sử dụng thuật ngữ remote viewing (nhìn từ xa) trong một số công trình của mình tại SRI vào năm 1974.
Sự trỗi dậy trong việc nghiên cứu các hiện tượng dị thường tiếp tục trong thập niên 1980: Parapsychological Association đã báo cáo các thành viên làm việc ở hơn 30 quốc gia. Ví dụ, các nghiên cứu được thực hiện và các hội thảo được tổ chức đều đặn ở Đông Âu và Liên Xô cũ mặc dù từ parapsychology đã bị loại bỏ và được thay thế bởi thuật ngữ psychotronic. Người quảng bá chính cho psychotronic là một nhà khoa học người Czech tên là Zdeněk Rejdák. Ông đã mô tả nó là một ngành khoa học vật lý, tổ chức các hội thảo và chủ trì International Association for Psychotronic Research (Hiệp hội Quốc tế dành cho Nghiên cứu Psychotronic).
Vào năm 1985 một Chair of Parapsychology được thành lập trong Khoa Psychology tại University of Edinburgh và được trao cho Robert L. Morris, một parapsychologist thực nghiệm từ Hoa Kỳ. Morris và các cộng sự nghiên cứu và các nghiên cứu sinh tiến sĩ của mình đã theo đuổi các chủ đề nghiên cứu liên quan đến parapsychology.